# USM Blida - MC Alger en football
Les matchs entre l'USM Blida et le MC Alger "frères ennemis" sont des rencontres de football se déroulant en Algérie entre le plus grand club du pays, le MC Alger, qui représente la ville de Alger, et l'USM Blida qui représente la ville de Blida. Les deux clubs font partie de l'élite du football algérien de par leur histoire, ils sont aussi connus par leurs styles de jeu ouverts, agréables à voir.

## Histoire
La rivalité entre le Mouloudia d'Alger et l'USM Blida, se réfère à l'antagonisme entre les deux clubs de football principaux des villes de Alger, le Mouloudia Club d'Alger créé en 1921, et de Blida, le Union Sportive Médina de Blida créé en 1932, deux villes voisines distantes de 50 km. La rivalité entre les deux équipes est renforcée par leur parcours sportif, assez similaire depuis novembre 1939.
Sur les 80 derbys comptabilisés en compétition officielle à l'issue de la saison 2017-2018, dont 48 en Division 1, les Mouloudiens totalisent 27 victoires et les Blidéens 9. De nombreux joueurs et plusieurs entraîneurs ont l'occasion de porter le maillot du MC Alger et de l'USM Blida au cours de leur carrière professionnelle comme Smaïl Khabatou.

## Comparaisons des titres
| Équipe    | Championnat | Coupe | Supercoupe | Coupe de la Ligue | Compétitions coloniales | Compétitions maghrébines | Compétitions africaines | Total |
| --------- | ----------- | ----- | ---------- | ----------------- | ----------------------- | ------------------------ | ----------------------- | ----- |
| USM Blida | 0           | 0     | 0          | 0                 | 1                       | 0                        | 0                       | 1     |
| MC Alger  | 8           | 8     | 4          | 1                 | 4                       | 2                        | 1                       | 28    |
| Total     | 8           | 8     | 3          | 1                 | 5                       | 2                        | 1                       | 29    |

## Résultats sportifs

### Liste des rencontres
Le tableau suivant liste les résultats des différents derbys en championnat, coupe d'Algérie et coupe de La Ligue entre le Mouloudia d'Alger et l'USMB depuis 1939.
Légende :
champ. = championnat, csc = contre son camp, nc = non connu, réf. = référence, rés. = résultat, sp = sur penalty, spec. = spectateurs.
- Victoire du MCA
- Victoire de l'USMB

| N°                                                                      | Date              | Champ.                  | Rencontre  | Lieu                    | Rés.             | Buteur(s) pour le Mouloudia                   | Buteur(s) pour l'USMB                  | Spec.     | Réf     |
| ----------------------------------------------------------------------- | ----------------- | ----------------------- | ---------- | ----------------------- | ---------------- | --------------------------------------------- | -------------------------------------- | --------- | ------- |
| 1                                                                       | 5 novembre 1939   | Championnat de guerre   | MCA - USMB | Municipal, (Alger)      | 1 – 1            | Saïb Ali dit Saïd Saïd 75e (pen.)             | Ahmed Benelfoul                        | ~12 000   | [ m 1 ] |
| 2                                                                       | 28 janvier 1940   | Championnat de guerre   | USMB - MCA | Stade de l'USB, (Blida) | 2 – 2            | Kermouche Ahcène 50e, Albor Jordan 75e        | Hamidouche 5e (pen.), Hatem 89e        | ~2500     | [ m 2 ] |
| 3                                                                       | 16 décembre 1945  | Division d'Honneur      | MCA - USMB | Municipal, (Alger)      | 1 – 1            | Saïb Ali 89e                                  | Bouguerra I 48e                        | nc        | [ m 3 ] |
| 4                                                                       | 24 mars 1946      | Division d'Honneur      | USMB - MCA | Stade du FCB, (Blida)   | 1 – 3            | Saïb Ali , Tadjet , Haddad                    | Kaddour Bensamed dit Mellal 89e        | nc        | [ m 4 ] |
| 5                                                                       | 1er décembre 1946 | Coupe Forconi (4e Tour) | USMB - MCA | (Boufarik)              | 2 – 1ap          | Bouzid                                        | Abdelkader Djoudad ( 89e ?)            | nc        |         |
| 6                                                                       | 27 décembre 1947  | Division d'Honneur      | MCA - USMB | Saint Eugène, (Alger)   | 3 – 0            | Deguigui 17e, El Mahdaoui 62e 76e             | -                                      | nc        |         |
| 7                                                                       | 18 avril 1948     | Division d'Honneur      | USMB - MCA | Stade du FCB, (Blida)   | 2 – 4            | Hahad , Kouar II ?, Deguigui ?                | Zouraghi ?, Djilali Chouiet ?          | nc        |         |
| 8                                                                       | 21 novembre 1948  | Division d'Honneur      | MCA - USMB | Saint Eugène, (Alger)   | 0 – 0            | -                                             | -                                      | nc        |         |
| 9                                                                       | 20 mars 1949      | Division d'Honneur      | USMB - MCA | Stade du FCB, (Blida)   | 0 – 1            | Hahad 31e                                     | -                                      | nc        |         |
| 10                                                                      | 23 octobre 1949   | Division d'Honneur      | MCA - USMB | Saint Eugène, (Alger)   | 1 – 1            | Aliane 5e                                     | Sid Ali Mahieddine 8e                  | nc        |         |
| 11                                                                      | 19 mars 1950      | Division d'Honneur      | USMB - MCA | Stade du FCB, (Blida)   | 1 – 1            | Hahad                                         | Ali Mansouri                           | nc        |         |
| 12                                                                      | 29 septembre 1950 | Division d'Honneur      | MCA - USMB | Saint Eugène, (Alger)   | 0 – 2            | -                                             | Lakehal 14e, Sid Ali Mahieddine 40e    | nc        |         |
| 13                                                                      | 3 décembre 1950   | Coupe Forconi (5e Tour) | USMB - MCA | (Boufarik)              | 1 – 2            | Aït Sâada 41e 65e                             | Brakni 22e                             | 2 700     |         |
| 14                                                                      | 1er avril 1951    | Division d'Honneur      | MCA - USMB | Saint Eugène, (Alger)   | 2 – 2            | Kouar 8e, Khabatou 80e                        | Mahieddine 42e, Brakni 88e             | nc        |         |
| 15                                                                      | 16 septembre 1951 | Division d'Honneur      | USMB - MCA | Stade de l'USB, (Blida) | 2 – 0            | -                                             | Mazouza 50e 71e                        | 2.000     |         |
| 16                                                                      | 30 décembre 1951  | Division d'Honneur      | MCA - USMB | Saint Eugène, (Alger)   | 1 – 1            | Deguigui 20e                                  | Mahieddine 4e                          | nc        |         |
| 17                                                                      | 23 novembre 1952  | Division d'Honneur      | USMB - MCA | Stade de l'USB, (Blida) | 0 – 1            | Deguigui 76e                                  | -                                      | 3.000     |         |
| 18                                                                      | 19 avril 1953     | Division d'Honneur      | MCA - USMB | Saint Eugène, (Alger)   | 0 – 1            | -                                             | Sid Ali Mahieddine 3e                  | nc        |         |
| 19                                                                      | 27 septembre 1953 | Division d'Honneur      | MCA - USMB | Saint Eugène, (Alger)   | 0 – 0            | -                                             | -                                      | nc        |         |
| 20                                                                      | 24 janvier 1954   | Division d'Honneur      | USMB - MCA | Stade du FCB, (Blida)   | 5 – 1            | Deguigui 47e                                  | Mazouza 7e 12e 19e 27e 55e             | nc        |         |
| 21                                                                      | 19 décembre 1954  | Division d'Honneur      | MCA - USMB | Saint Eugène, (Alger)   | 1 – 1            | Hahad 46e                                     | Mazouza 22e                            | nc        |         |
| 22                                                                      | 24 avril 1955     | Division d'Honneur      | USMB - MCA | Stade du FCB, (Blida)   | 0 – 0            | -                                             | -                                      | nc        |         |
| 23                                                                      | 20 novembre 1955  | Division d'Honneur      | USMB - MCA | Stade du FCB, (Blida)   | 3 – 2            | Aftouche 15e, Ouargli 85e                     | -                                      | nc        |         |
| De 1956 à 1962 Retraits des clubs musulmans en compétitions officielles |                   |                         |            |                         |                  |                                               |                                        |           |         |
| 24                                                                      | 26 janvier 1963   | Division d'Honneur      | USMB - MCA | Zouraghi, (Blida)       | 0 – 0            | -                                             | -                                      | nc        |         |
| 25                                                                      | 31 mai 1964       | Division d'Honneur      | MCA - USMB | Bologhine, (Alger)      | 2 – 2            | Aouadj 50e , Lemoui 60e                       | Baldo 58e, 75e                         | nc        |         |
| 26                                                                      | 17 janvier 1965   | Division Nationale      | MCA - USMB | Bologhine, (Alger)      | 2 – 1            | Lemoui 22e, Saâdi 43e                         | Mazouza 17e                            | nc        |         |
| 27                                                                      | 6 juin 1965       | Division Nationale      | USMB - MCA | Zouraghi, (Blida)       | 3 – 2            | Saâdi 5e, Aouadj 42e                          | Guerrache 20e, Baldo 70e, Mazouza 75e  | nc        |         |
| 28                                                                      | 1er octobre 1967  | Nationale II            | USMB - MCA | Zouraghi, (Blida)       | 1 – 2            | Tahir 7e, Chouchi 50e                         | Benzohra 25e                           | nc        |         |
| 29                                                                      | 28 janvier 1968   | Nationale II            | MCA - USMB | Bologhine, (Alger)      | 2 – 1            | Tahir 2e, Betrouni 51e                        | Mihoubi 90e                            | ~15 000   |         |
| 30                                                                      | 10 septembre 1972 | Nationale I             | USMB - MCA | Brakni, (Blida)         | 2 – 4            | (Bousri 15e, 80e), Bachi 40e, Bachta 47e      | Sellami 8e, Benturki 13e               | nc        |         |
| 31                                                                      | 18 février 1973   | Nationale I             | MCA - USMB | 5-Juillet, (Alger)      | 3 – 1            | Betrouni 29e, Bachi 42e, 63e                  | Sellami 86e                            | nc        |         |
| 32                                                                      | 9 décembre 1973   | Nationale I             | USMB - MCA | Brakni, (Blida)         | 0 – 0            | -                                             | -                                      | nc        |         |
| 33                                                                      | 28 avril 1974     | Nationale I             | MCA - USMB | 5-Juillet, (Alger)      | 5 – 0            | Bachi 23e, 85e, Betrouni 46e, 86e, Draoui 89e | -                                      | nc        |         |
| 34                                                                      | 8 septembre 1974  | Nationale I             | MCA - USMB | 5-Juillet, (Alger)      | 2 – 1            | Aizel 1 2e, Zenir 4e                          | Baiker 83e                             | 9,971     |         |
| 35                                                                      | 25 décembre 1975  | Nationale I             | USMB - MCA | Brakni, (Blida)         | 0 – 1            | Bousri 68e                                    | -                                      | nc        |         |
| 36                                                                      | 31 octobre 1985   | Division 2 (Centre)     | USMB - MCA | Brakni, (Blida)         | 0 – 1            | Sebbar 25e (pen.)                             | -                                      | nc        |         |
| 37                                                                      | 3 avril 1986      | Division 2 (Centre)     | MCA - USMB | 5-Juillet, (Alger)      | 2 – 1            | Bouiche 36e, Meghichi 71e                     | Djahmoune 81e                          | nc        |         |
| 38                                                                      | 26 octobre 1992   | Division 1              | MCA - USMB | 5-Juillet, (Alger)      | 1 – 1            | Benmessahel 87e                               | Zane 12e                               | nc        |         |
| 39                                                                      | 11 mars 1993      | Division 1              | USMB - MCA | Brakni, (Blida)         | 0 – 0            | -                                             | -                                      | nc        |         |
| 40                                                                      | 17 janvier 1994   | Division 1              | MCA - USMB | 5-Juillet, (Alger)      | 3 – 2            | Tebbal 4e (pen.), Sellou 52e, Bencheikha 61e  | Zouani 55e, Menni 81e (pen.)           | nc        |         |
| 41                                                                      | 6 juin 1994       | Division 1              | USMB - MCA | Brakni, (Blida)         | 3 – 1            | Boukhtouchène 90+2e                           | Menni 23e, Chambet 37e, Zouani 55e     | nc        |         |
| 42                                                                      | 26 septembre 1994 | Division 1              | MCA - USMB | 5-Juillet, (Alger)      | 3 – 3            | Ait Tahar 2e 60e, Maza 30e                    | Zane 33e, Chambet 35e, Kaci-Saïd 45e   | nc        |         |
| 43                                                                      | 30 janvier 1995   | Division 1              | USMB - MCA | Brakni, (Blida)         | 0 – 0            | -                                             | -                                      | nc        |         |
| 44                                                                      | 30 novembre 1995  | Coupe de la Ligue (A)   | MCA - USMB | 5-Juillet, (Alger)      | 1 – 1            | Boussouar 6e                                  | Amer Ouali 88e                         | nc        |         |
| 45                                                                      | 21 décembre 1995  | Coupe de la Ligue (R)   | USMB - MCA | Brakni, (Blida)         | 0 – 0            | -                                             | -                                      | nc        |         |
| 46                                                                      | 24 mai 1996       | Division 1              | USMB - MCA | Brakni, (Blida)         | 0 – 0            | -                                             | -                                      | nc        |         |
| 47                                                                      | 8 juillet 1996    | Division 1              | MCA - USMB | 5-Juillet, (Alger)      | 1 – 0            | Tebbal 19e                                    | -                                      | nc        |         |
| 48                                                                      | 26 février 1998   | Division 1              | USMB - MCA | Brakni, (Blida)         | 1 – 1            | Benali 34e                                    | Belatrèche 65e                         | nc        |         |
| 49                                                                      | 21 mai 1998       | Division 1              | MCA - USMB | 5-Juillet, (Alger)      | 2 – 0            | Gasmi 49e 77e                                 | -                                      | nc        |         |
| 50                                                                      | 19 novembre 1998  | Super Division          | USMB - MCA | Brakni, (Blida)         | 1 – 2            | Khennouf 63e, Dob 73e                         | Benammour 57e                          | nc        |         |
| 51                                                                      | 18 mars 1999      | Super Division          | MCA - USMB | 5-Juillet, (Alger)      | 3 – 0            | Benali 32e, Dob 71e, Rahmouni 92e             | -                                      | nc        |         |
| 52                                                                      | 18 novembre 1999  | Super Division          | MCA - USMB | 5-Juillet, (Alger)      | 2 – 1            | Fodil Dob 41e 80e                             | Zouani 22e                             | 40.000    |         |
| 53                                                                      | 3 janvier 2000    | Coupe de la Ligue 3e J. | MCA - USMB | 5-Juillet, (Alger)      | 2 – 3            | ?                                             | ?                                      | nc        |         |
| 54                                                                      | 5 mai 2000        | Super Division          | USMB - MCA | Brakni, (Blida)         | 3 – 3            | Boutine 6e 73e, Kaci-Saïd 27e                 | Zouani 21e 39e, Amrouche 89e           | nc        |         |
| 55                                                                      | 17 décembre 2000  | Super Division          | MCA - USMB | 5-Juillet, (Alger)      | 2 – 1            | Bouras 39e, Messaoudi 61e                     | Tababouchet 46e                        | ~5 000    |         |
| 56                                                                      | 17 avril 2001     | Super Division          | USMB - MCA | Brakni, (Blida)         | 3 – 0            | -                                             | Kherkhache 7e 92e et Zouani 93e (pen.) | nc        |         |
| 57                                                                      | 1er novembre 2001 | Super Division          | MCA - USMB | 5-Juillet, (Alger)      | 2 – 1            | Bouras 36e, Faisca 85e                        | Kherkhache 62e                         | nc        |         |
| 58                                                                      | 2 mai 2002        | Super Division          | USMB - MCA | Tchaker, (Blida)        | 3 – 0            | -                                             | Kherkhache 8e, Diss 12e, Zouani 60e    | ~25 000   |         |
| 59                                                                      | 24 mai 2002       | Coupe, 1/4 de finale    | USMB - MCA | Tchaker, (Blida)        | 2 – 0            | -                                             | Diss 6e, Zouani 94e                    | 30 000    | [ m 5 ] |
| 60                                                                      | 8 décembre 2003   | Division 1              | USMB - MCA | Tchaker, (Blida)        | 2 – 1            | Djabelkhir 72e                                | Badache 5e 74e                         | nc        |         |
| 61                                                                      | 3 mai 2004        | Division 1              | MCA - USMB | Bologhine, (Alger)      | 2 – 1            | Amrane 47e, Fodili 90e                        | Badache 66e                            | nc        |         |
| 62                                                                      | 16 septembre 2004 | Division 1              | MCA - USMB | Bologhine, (Alger)      | 1 – 0            | Chaouch 9e                                    | -                                      | nc        |         |
| 63                                                                      | 29 avril 2005     | Division 1              | USMB - MCA | Tchaker, (Blida)        | 3 – 1            | Sidibé 19e (pen.)                             | Mehdaoui 19e, Zouani 48e, Zemit 58e    | nc        |         |
| 64                                                                      | 22 septembre 2005 | Division 1              | USMB - MCA | Tchaker, (Blida)        | 2 – 1            | Daham 64e                                     | Touil 29e, Bouazza 53e                 | nc        |         |
| 65                                                                      | 2 février 2006    | Division 1              | MCA - USMB | 5-Juillet, (Alger)      | 1 – 0            | Badache 83e                                   | -                                      | nc        |         |
| 66                                                                      | 10 août 2006      | Division 1              | USMB - MCA | Tchaker, (Blida)        | 2 – 2            | Badache 7e, Younès 87e                        | Zouani 23e, Chahloul 33e               | nc        |         |
| 67                                                                      | 15 janvier 2007   | Division 1              | MCA - USMB | 5-Juillet, (Alger)      | 2 – 1            | Younès 23e, Sidibé 54e                        | Chebira 90e                            | nc        |         |
| 68                                                                      | 15 juin 2007      | Coupe, 1/2 de finale    | MCA - USMB | 1re-Nov., (Tizi Ouzou)  | 0 – 0ap (7–6tab) | -                                             | -                                      | 20 000    | [ m 6 ] |
| 69                                                                      | 23 août 2007      | Division 1              | USMB - MCA | Tchaker, (Blida)        | 2 – 3            | Badache 27e 28e 60e                           | Chahloul 26e, Endzanga 82e             | nc        |         |
| 70                                                                      | 14 janvier 2008   | Division 1              | MCA - USMB | 5-Juillet, (Alger)      | 1 – 1            | Cherrad 82e                                   | Rachid Behilil 44e                     | nc        |         |
| 71                                                                      | 5 décembre 2008   | Division 1              | USMB - MCA | Mouzaia, (Blida)        | 0 – 0            | -                                             | -                                      | Huis-clos |         |
| 72                                                                      | 14 mai 2009       | Division 1              | MCA - USMB | Bologhine, (Alger)      | 1 – 1            | Amroune 70e                                   | Hamiti 7e                              | nc        |         |
| 73                                                                      | 22 août 2009      | Division 1              | MCA - USMB | Rouïba, (Alger)         | 1 – 0            | Babouche 23e (pen.)                           | -                                      | Huis-clos |         |
| 74                                                                      | 30 janvier 2010   | Division 1              | USMB - MCA | Tchaker, (Blida)        | 1 – 1            | Boumechra 90+4e (pen.)                        | Abed Bahtsou 10e                       | nc        |         |
| 75                                                                      | 8 août 2010       | Division 1              | USMB - MCA | Boumezrag, (Chlef)      | 1 – 0            | -                                             | Djemaouni 60e                          | Huis-clos |         |
| 76                                                                      | 1er juillet 2011  | Division 1              | MCA - USMB | Bologhine, (Alger)      | 1 – 0            | Boudebouda 22e (pen.)                         | -                                      | nc        |         |
| 77                                                                      | 12 septembre 2015 | Division 1              | USMB - MCA | Tchaker, (Blida)        | 1 – 0            | -                                             | Noubli 62e                             | Huis-clos |         |
| 78                                                                      | 5 février 2016    | Division 1              | MCA - USMB | Bologhine, (Alger)      | 0 – 0            | -                                             | -                                      | Huis-clos |         |
| 79                                                                      | 28 octobre 2017   | Ligue 1                 | USMB - MCA | Brakni, (Blida)         | 1 – 2            | Nekkache 8e, Hachoud 88e                      | Nour El Imam 65e                       | ~4000     |         |
| 80                                                                      | 30 mars 2018      | Ligue 1                 | MCA - USMB | 5-Juillet, (Alger)      | 4 – 1            | Hachoud 11e, Derrardja 60e 68e, Souibaah 73e  | Aissa El Bey 21e                       | ~30,000   |         |

## Statistique des confrontations
Dernière mise à jour le 30 mars 2018 
| Compétitions                | Matchs | Victoires MCA | Matchs nuls | Victoires USMB | Buts MCA | Buts USMB |
| --------------------------- | ------ | ------------- | ----------- | -------------- | -------- | --------- |
| Championnat                 | 52     | 27            | 16          | 9              | 79       | 56        |
| Coupe d'Algérie             | 2      | 0             | 1           | 1              | 0        | 2         |
| Coupe de la Ligue           | 3      | 0             | 2           | 1              | 3        | 4         |
| Championnat (pér.coloniale) | 21     | 5             | 11          | 5              | 25       | 26        |
| Coupe (pér.coloniale)       | 2      | 1             | 0           | 1              | 3        | 3         |
| Total                       | 80     | 33            | 30          | 17             | 110      | 91        |

### Série d'invincibilité
| Club     | Du                               | Au                              | Série                |
| MC Alger | 1er octobre 1967 USMB 1 - 2 MCA  | 17 janvier 1994 MCA 3 - 2 USMB  | 13 matchs (10V - 3N) |
| MC Alger | 26 septembre 1994 MCA 3 - 3 USMB | 17 décembre 2000 MCA 2 - 1 USMB | 13 matchs (6V - 7N)  |
| MC Alger | 2 février 2006 MCA 1 - 0 USMB    | 30 janvier 2010 MCA 1 - 1 USMB  | 10 matchs (4V - 6N)  |

## Personnalités

### Joueurs ayant joué pour les deux clubs
- Djillali Guitarni
- Ali Chérif
- Said Bayou
- Zoubir Aouadj
- Ali Saib dit Said Said
- Yacef
- Rachid Mekhloufi
- Abdenour Belkheir
- Mehdi Kacem
- Hassène Kermouche
- Mahmoud Zouraghi
- Kamel Djahmoune
- Mohamed Khazrouni
- Kamel Maouche
- Mohamed Badache
- Hadj Bouguèche
- Abdelmadjid Tahraoui
- Zoubir Zmit
- Benziane Senouci
- Yanis Youssef
- Samy Frioui
- Ahmed Boutagga

### Meilleurs buteurs
| Joueur             | Équipe               | Ch.   | C. d'Algérie | C. de la Ligue | Ch. (pér.coloniale) | C. (pér.coloniale) | Total |
| ------------------ | -------------------- | ----- | ------------ | -------------- | ------------------- | ------------------ | ----- |
| Abdelkader Mazouz  | USM Blida            | 2     | -            | -              | 8                   | -                  | 10    |
| Billal Zouani      | USM Blida            | 8     | 1            | -              | -                   | -                  | 9     |
| Mohamed Badache    | USM Blida / MC Alger | 3 / 5 | -            | -              | -                   | -                  | 8     |
| Sid Ali Mahieddine | USM Blida            | -     | -            | -              | 5                   | -                  | 5     |
| Zoubir Bachi       | MC Alger             | 4     | -            | -              | -                   | -                  | 4     |
| Kamel Kherkhache   | USM Blida            | 4     | -            | -              | -                   | -                  | 4     |
| Omar Betrouni      | MC Alger             | 4     | -            | -              | -                   | -                  | 4     |
| Gérard Baldo       | USM Blida            | 3     | -            | -              | -                   | -                  | 3     |
| Abdesslem Bousri   | MC Alger             | 3     | -            | -              | -                   | -                  | 3     |
| Fodil Dob          | MC Alger             | 3     | -            | -              | -                   | -                  | 3     |

### Liste des stades
| Stade                                | Matchs | Victoires MCA | Nuls | Victoires USMB | Premier match     | Dernier match     |
| ------------------------------------ | ------ | ------------- | ---- | -------------- | ----------------- | ----------------- |
| Stade du 5-Juillet-1962              | 19     | 14            | 4    | 1              | 18 février 1973   | 30 mars 2018      |
| Stade Bologhine (ex-Saint Eugène)    | 17     | 6             | 9    | 2              | 27 décembre 1947  | 5 février 2016    |
| Stade Zoubir Zouraghi (ex-FCB)       | 14     | 6             | 4    | 4              | 28 janvier 1940   | 1er octobre 1967  |
| Stade des Frères-Brakni (ex-USB)     | 14     | 5             | 7    | 2              | 16 septembre 1951 | 28 octobre 2017   |
| Stade Mustapha-Tchaker               | 9      | 1             | 2    | 6              | 2 mai 2002        | 12 septembre 2015 |
| Stade du 20-Août-1955                | 2      | 0             | 2    | 0              | 5 novembre 1939   | 16 décembre 1945  |
| Stade de Boufarik                    | 2      | 1             | 0    | 1              | 1er décembre 1946 | 3 décembre 1950   |
| Stade 1er-novembre-1954 (Tizi-Ouzou) | 1      | 0             | 1    | 0              | 15 juin 2007      | 15 juin 2007      |
| Stade Chahid Rebbouh (Mouzaia)       | 1      | 0             | 1    | 0              | 5 décembre 2008   | 5 décembre 2008   |
| Stade de Rouiba                      | 1      | 1             | 0    | 0              | 22 août 2009      | 22 août 2009      |
| Stade Mohamed-Boumezrag (Chlef)      | 1      | 0             | 0    | 1              | 8 août 2010       | 8 août 2010       |
| Total                                | 80     | 33            | 30   | 17             | 5 novembre 1939   | 30 mars 2018      |